# Lục Sĩ Thành
Lục Sĩ Thành (1924 - 1946), đôi khi được viết là Lục Sỹ Thành, là một anh hùng lực lượng vũ trang nhân dân Việt Nam, được chủ tịch nước Việt Nam Nguyễn Minh Triết ký quyết định truy tặng tháng 2, năm 2010.
Lục Sỹ Thành tham gia cách mạng từ những ngày đầu của cuộc kháng chiến chống thực dân Pháp tái xâm lược Nam Bộ năm 1945. Ông từng tham gia Mặt trận Bình Thủy (Cần Thơ). Về sau làm chỉ huy một phân đội của quân khu 9. Từ tháng 8 năm 1946, phân đội của ông được phái về Trà Ôn làm nòng cốt cho lực lượng vũ trang ở đây. Ngày 12 tháng 10, Lục Sỹ Thành chỉ huy một phân đội gồm ba người phối hợp với lực lượng du kích ở Trà Ôn đột kích đồn Cù Lao Mây làm chết và bị thương 15 binh sĩ của đồn này. Tuy nhiên, ông bị thương nặng và anh dũng hy sinh. Đây là chiến sĩ cách mạng đầu tiên hy sinh ở vùng này.
Cù lao Mây ngày nay được đổi tên thành xã Lục Sĩ Thành, thuộc huyện Trà Ôn, tỉnh Vĩnh Long.